# Chirothrips cuneiceps
Chirothrips cuneiceps är en insektsart som beskrevs av Ian A. Hood 1940. Chirothrips cuneiceps ingår i släktet Chirothrips och familjen smaltripsar. Inga underarter finns listade i Catalogue of Life.